# Den legend
Den legend byl exhibiční zápas v ledním hokeji mezi bývalými hráči z Česka a Švédska. Odehrál se 31. března 2012 na Horáckém zimním stadionu v Jihlavě. Úvodní hymny Česka a Švédska zahrál houslový virtuoz a sólista opery Národního divadla Brno Karel Mitáš.

## Sestavy

### Česko
- Petr Bříza
- Jiří Mašát

- Leo Gudas
- František Kučera
- Martin Maškarinec
- Josef Řezníček
- Pavel Setikovský
- Bedřich Ščerban

- Martin Hosták
- Radek Kampf
- Petr Kořínek
- Tomáš Kucharčík
- Milan Nový
- Procházka
- Pavel Richter
- Jiří Šejba
- Radek Ťoupal
- Viktor Ujčík[2]
- Oldřich Válek
- Jiří Zelenka

- trenéři:
  - Jan "Gusta" Havel
  - Stanislav Neveselý

### Švédsko
- Rolf Wanhainen
- Ake Lilljebjörn

- Pär Djoos
- Thomas Eriksson
- Ricard Franzén
- Hakan Nordin

- Peter Berndtsson
- Anders „Masken“ Carlsson
- Leif R. Carlsson
- Willy Lindström
- Lars-Gunnar Lundberg
- Lars Molin
- Ove Molin
- Mats Näslund
- Magnus Roupé
- Patrik Zetterberg

- trenér:
  - Curt Lundmark

## Průběh utkání
| 31. březen 2012 | Česko | 6 – 3                   | Švédsko | Horácký zimní stadion, Jihlava |
| 18:00           | Česko | (2 – 0 , 2 – 2 , 2 – 1) | Švédsko |                                |

|  | | Souhrn zápasu |                                                                                  |                                                                                       |
|  | --- | ------------- | -------------------------------------------------------------------------------- | ------------------------------------------------------------------------------------- |
|  | 05:17' Viktor Ujčík 12:34' Tomáš Kucharčík 20:43' Bedřich Ščerban 22:09' Jiří Zelenka 35:09' Viktor Ujčík 36:06' Martin Hosták |               | 15:43' Willy Lindström (TS) 27:25' Richard Franzén 36:56' Patrik Zetterberg (TS) | Diváků: 2 628 Rozhodčí: Ladislav Vokurka Čárový/í rozhodčí: Václav Guth David Rittich |